# Juravenator starki
Juravenator starki es la única especie conocida del género extinto Juravenator ("cazador del Jura") de dinosaurio terópodo celurosauriano, que vivió a finales del período Jurásico, hace aproximadamente 150 millones de años, durante el Kimmeridgiense, en lo que hoy es Europa. Fue encontrado en las Montañas de Jura en Alemania.

## Descripción

Juravenator comparado con un humano.

Juravenator era un pequeño depredador bípedo. El holotipo representa un individuo juvenil, de unos 75 centímetros de longitud. En 2006 y 2010, Göhlich estableció algunos rasgos de diagnóstico. Los cuatro dientes de la premaxila en la parte frontal del hocico tenían estrías en el tercio superior del borde posterior de la corona del diente. Entre la fila de dientes del premaxilar y la del maxilar no había hiato. Los dientes maxilares eran pocos en número, ocho con el holotipo. La depresión o fosa para la gran abertura del cráneo, la fenestra antorbital , era larga y se extendía hacia el frente. El húmero era relativamente corto. Las garras de la mano estaban altas en sus bases y de repente se estrecharon transversalmente en el medio. Las zigapófisis en el medio de la cola tenían forma de arco. Las comparaciones entre los anillos esclerales de Juravenator y las aves y reptiles modernos indican que puede haber sido nocturno.

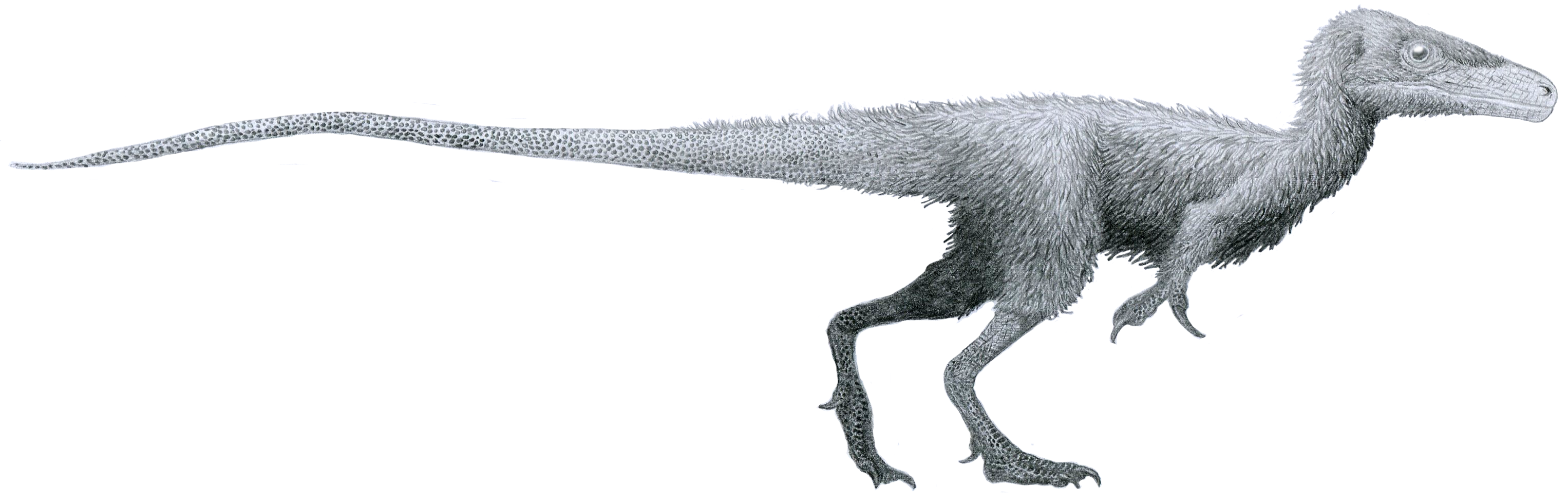
Reconstrucción de la vida basada en el holotipo juvenil, que muestra plumas y escamas.

Juravenator se clasificó originalmente como un miembro de Compsognathidae, lo que lo convierte en un pariente cercano de Compsognathus, que conservó evidencia de escamas en la cola de un espécimen, pero también de Sinosauropteryx y Sinocalliopteryx, para los cuales hay evidencia fósil de un plumaje suave, como cobertura. Sin embargo, un parche de piel fosilizada de Juravenator, desde la cola, entre la vértebra octava y vigésima segunda y la pata trasera inferior, muestra escamas de dinosaurios principalmente normales, así como rastros de lo que pueden ser plumas simples. El paleontólogo Xu Xing , en sus comentarios sobre el hallazgo en la revista Nature, inicialmente sugirió que la presencia de escamas en la cola de Juravenator podría significar que la capa de plumas de los primeros dinosaurios con plumas era más variable de lo que se veía en las aves modernas. Xu también cuestionó la interpretación de Juravenator como un compsognátido, sugiriendo que la extensa piel escamosa podría ser un rasgo primitivo. Xu consideró muy probable que Juravenator y otros dinosaurios emplumados primitivos simplemente poseyeran escamas más extensas en sus cuerpos que las aves modernas, que retienen escamas solo en los pies y las piernas.
La interpretación de Xu fue apoyada por un estudio adicional del fósil Juravenator. El primer estudio de seguimiento de la descripción inicial informó que había impresiones débiles de estructuras filamentosas, posiblemente plumas primitivas, a lo largo de la parte superior de la cola y las caderas. Un estudio más profundo, publicado en 2010, incluyó un examen de la muestra bajo luz ultravioleta por Helmut Tischlinger. El examen bajo UV reveló una cobertura más extensa de estructuras similares a filamentos, similar en anatomía a las plumas primitivas de otros compsognátidos, incluido Sinosauropteryx. La investigación también descubrió parches adicionales de tejido blando, en el hocico y la parte inferior de la pierna, y fibras de colágeno verticales entre los cheurones de las vértebras de la cola. Achim Reisdorf y Michael Wuttke en 2012 describieron las circunstancias tafonómicas de la fosilización del holotipo de Juravenator starki.

## Descubrimiento e investigación

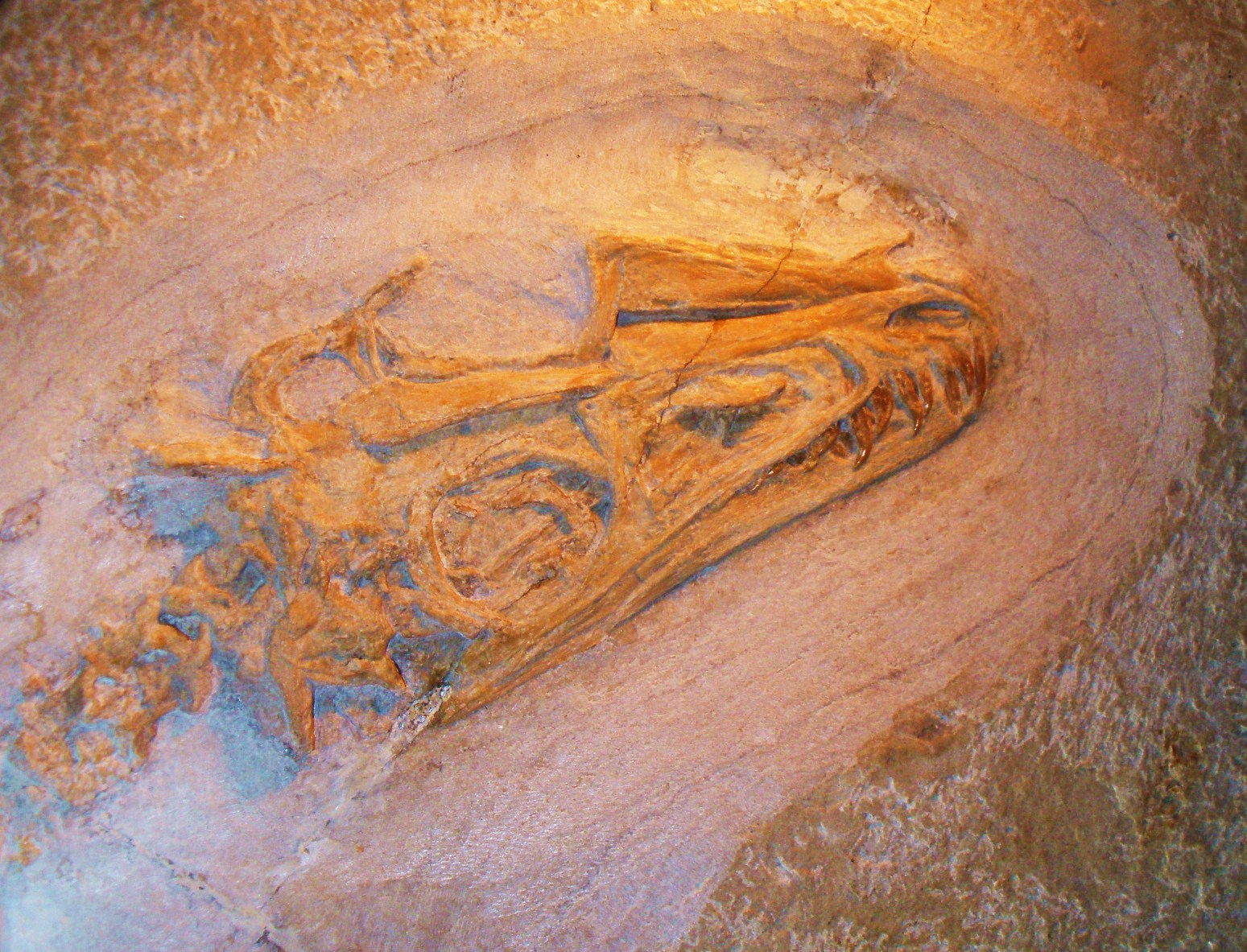
Primer plano del cráneo.

En el verano de 1998, el Jura-Museum Eichstätt en Eichstätt organizó una expedición paleontológica a la cercana cantera de tiza de Schamhaupten. Cerca del final de las excavaciones planificadas, dos voluntarios, Klaus-Dieter Weiß y su hermano Hans-Joachim Weiß, encontraron una placa de tiza en la que se veían restos claros de vertebrados. Una primera preparación descubrió la cabeza de un pequeño terópodo. Sin embargo, debido a la vulnerabilidad de los huesos, la eliminación de la matriz de silicato de calcio duro fue lenta y costosa. Para ver si valía la pena proceder, una tomografía computarizada del fósil fue hecho. Esto parecía mostrar que solo el cuello y una pequeña parte de la grupa todavía estaban presentes y, en consecuencia, se interrumpió la preparación. En 1999, el hallazgo fue reportado en la literatura científica por Günther Viohl. En 2001, el fósil había generado algo de publicidad y fue apodado "Borsti" en la prensa alemana, un nombre comúnmente dado a los perros con pelo de cerdas, bajo el supuesto de que la criatura estaba dotada de protoplumas como cerdas. En 2003, la nueva directora del museo, Martina Kölbl-Ebert, decidió terminar la preparación. El preparador Pino Völkl descubrió, durante setecientas horas descubriendo los huesos restantes, que casi todo el esqueleto estaba presente.
En 2006, la especie tipo Juravenator starki fue nombrada y descrita por Ursula Göhlich y Luis Chiappe . El nombre genérico se deriva del nombre de las montañas del Jura y el vocablo latino venator por "cazador". El nombre específico honra a la familia Stark, propietarios de la cantera. El holotipo , JME Sch 200, se encontró en el Malm Epsilon 2 , una capa de marga de la formación Painten que data del Kimmeridgiense, hace unos 151 a 152 millones de años. Como se accedió a los huesos desde abajo, el espécimen aterrizó de espaldas en el fondo del mar y la placa no se dividió más, falta una placa. El fósil consiste en un esqueleto articulado casi completo con el cráneo de un individuo juvenil. Solo falta el final de la cola. En áreas pequeñas hay impresiones o restos de las partes blandas. El fósil fue considerado el espécimen más completo de un terópodo no aviar jamás encontrado en Europa.

## Clasificación

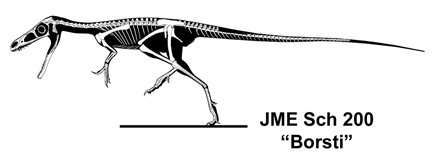
Reconstrucción esquelética.

Si bien se clasificó por primera vez como miembro de Compsognathidae, los estudios posteriores han encontrado problemas con el estudio inicial que produjo esos hallazgos. En lugar de agruparlo con Sinosauropteryx y otros compsognátidos, Butler et al. descubrió que era un miembro basal del grupo Maniraptora. Los estudios entran en conflicto sobre si los compsognátidos pertenecen o no a este grupo posterior o si son más primitivos. El trabajo adicional publicado por Luis Chiappe y Ursula Göhlich en 2010 encontró que Juravenator era más similar en anatomía a Compsognathus, y que probablemente pertenecía a Compsognathidae si ese es realmente un grupo natural. También sugirieron que los "compsognátidos", incluido Juravenator, pueden formar un grado de celurosaurios primitivos en lugar de un clado monofilético. En 2011, Cristiano dal Sasso y Simone Maganuco publicaron un análisis que recuperó a los Compsognathidae como un grupo natural y a Juravenator como una especie hermana de Sinosauropteryx. Sin embargo, un gran análisis de celurosaurios publicado en 2013 nuevamente encontró a Juravenator como un celurosaurio estrechamente relacionado con, pero no miembro de, el Compsognathidae. En cambio, se recuperó como un pariente cercano de Ornitholestes fuera del clado Maniraptoriformes.